# Phenolsulfonsäuren
| keine Einstufung verfügbar |

| keine Einstufung verfügbar |

| Gefahrensymbol |

Die Phenolsulfonsäuren (oder Hydroxybenzolsulfonsäuren) bilden in der Chemie eine Stoffgruppe, die sich sowohl vom Phenol als auch von der Benzolsulfonsäure ableitet. Die Struktur besteht aus einem Benzolring mit angefügter Hydroxy- (–OH) und Sulfonsäuregruppe (–SO2OH) als Substituenten. Durch deren unterschiedliche Anordnung ergeben sich drei Konstitutionsisomere mit der Summenformel C6H6O4S. Die 2-Phenolsulfonsäure wird eher selten unter ihrem Trivialnamen Sozolsäure genannt.

## Eigenschaften
Die Phenolsulfonsäuren sind farblose bis gelbliche Feststoffe oder Flüssigkeiten.

## Darstellung
2-Phenolsulfonsäure und 4-Phenolsulfonsäure können durch Sulfonierung von Phenol mit konzentrierter Schwefelsäure gewonnen werden, wobei ein Gemisch der beiden Verbindungen entsteht. Eine weitere, energischere Sulfonierung des Phenols führt zu Phenol-2,4-disulfonsäure.